# 눈측백속
눈측백속(-側柏屬, 학명: Thuja 투야[*])은 측백나무과의 속이다. 다섯 종으로 이루어져 있으며, 3종은 동아시아에, 2종은 북아메리카에 분포한다. 눈측백속은 단계통군 속이며, 나한백속과 자매군이다.

## 하위 종
- 눈측백 T. koraiensis Nakai
- 서양측백나무 T. occidentalis L.
- 일본측백나무 T. standishii (Gordon) Carrière
- T. plicata Donn ex D.Don
- T. sutchuenensis Franch.